# Ejidos de Huan
Ejidos de Huan es un pueblo peruano ubicado en las periferias de la ciudad de Piura, en el distrito de Piura, perteneciente a la provincia y departamento homónimo, al norte del Perú. 

## Ubicación
Ejidos de Huan se ubica al oeste de la provincia de Piura, en el distrito de Piura, en el departamento de Piura.

## Demografía
En 2017 Ejidos de Huan tenía una población de 1520 habitantes.
| Gráfica de evolución demográfica de Ejidos de Huan entre 1993 y 2017 |
|                                                                      |
| Fuentes: Población 1993 y 2017                                       |